# Rhododendron macgregoriae
Rhododendron macgregoriae är en ljungväxtart som beskrevs av Ferdinand von Mueller. Rhododendron macgregoriae ingår i släktet rododendron, och familjen ljungväxter.

## Underarter
Arten delas in i följande underarter:
- R. m. glabrifilum
- R. m. mayrii

## Bildgalleri

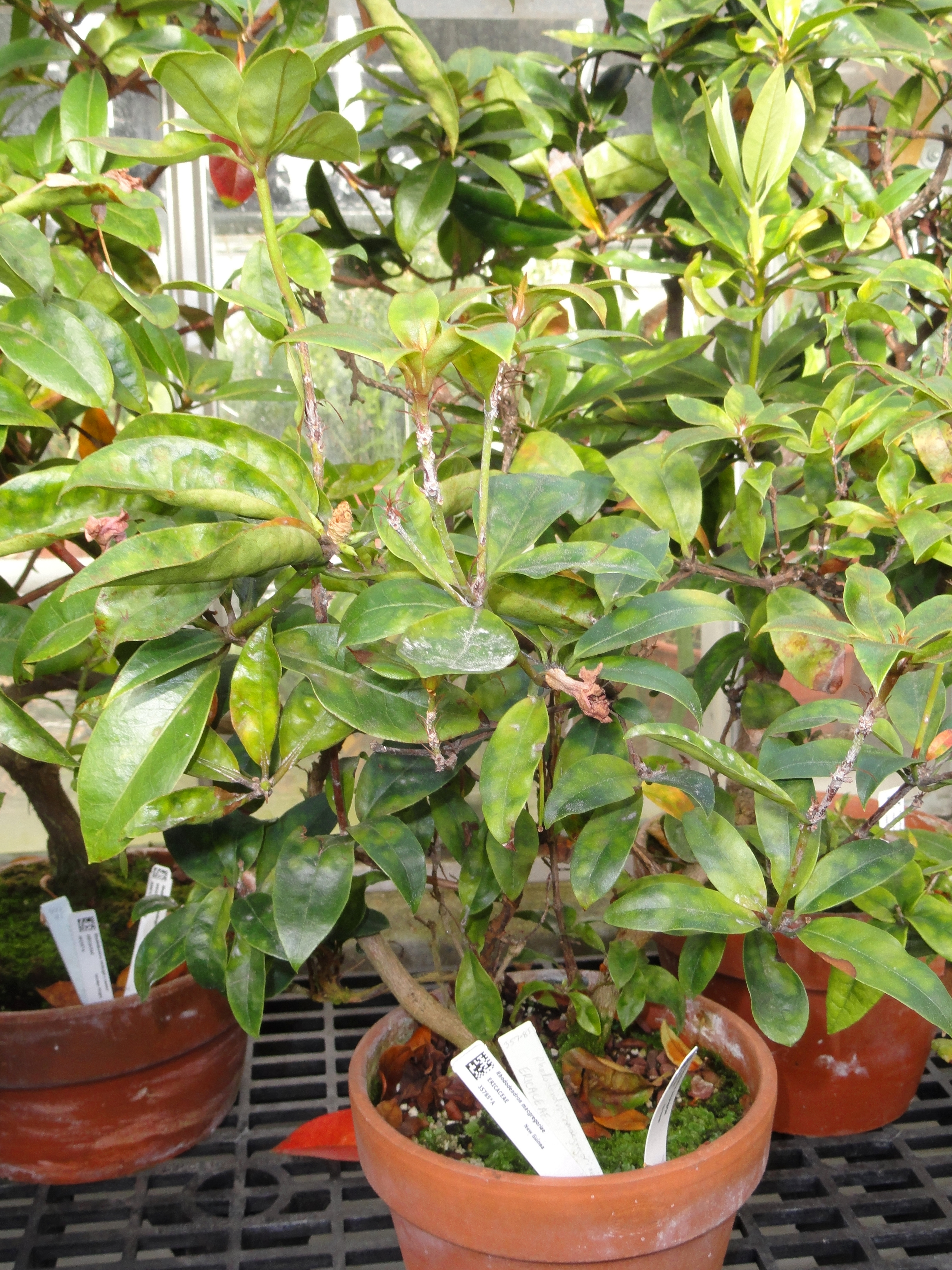
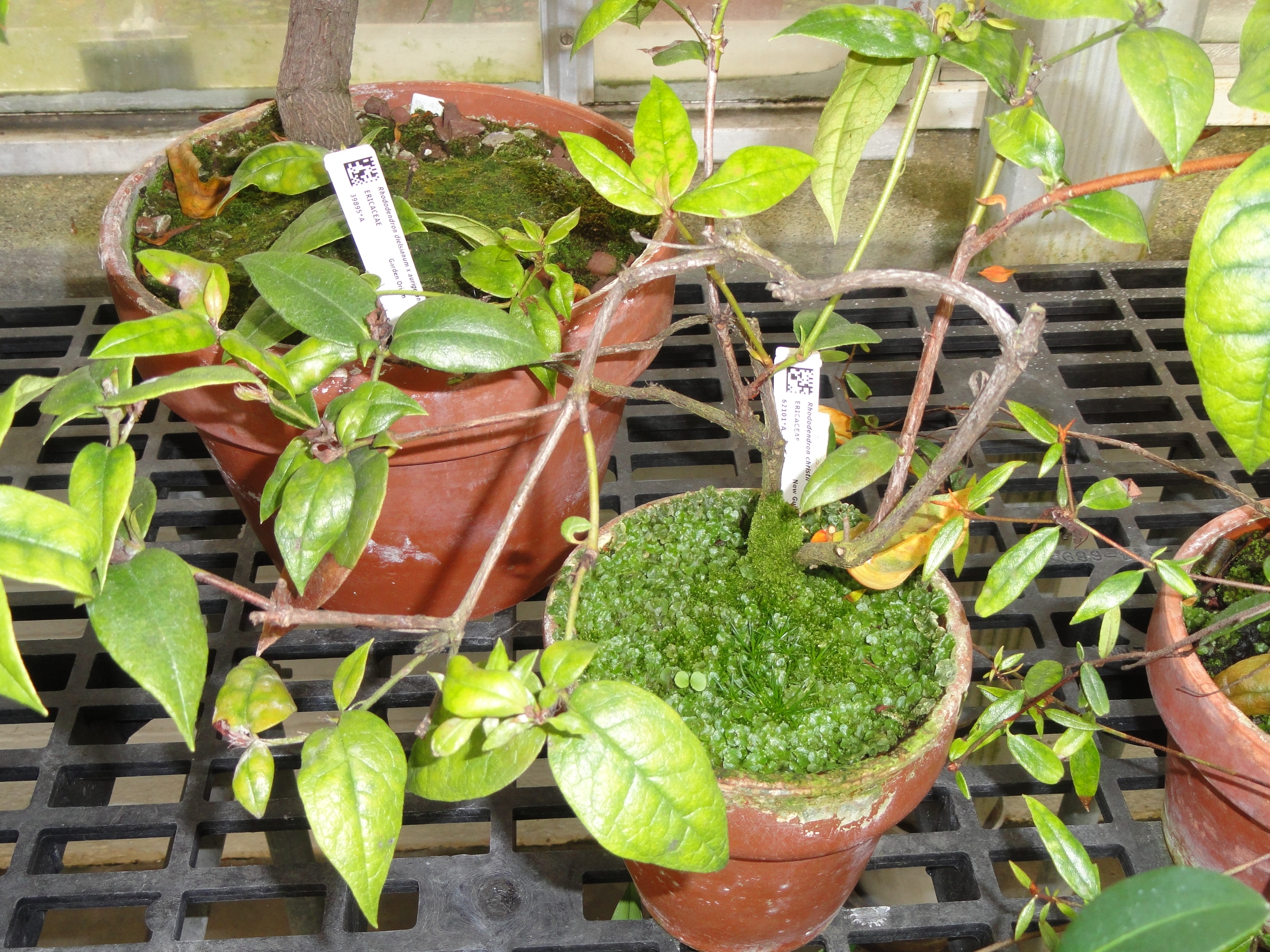